# För alla helgon, som i kamp för tron
För alla helgon, som i kamp för tron är en allhelgonapsalm av biskop William Walsham How från 1864 som översattes av Nathan Söderblom 1911. Det var den brittiskfödda kronprinsessan Margaretas älsklingspsalm. Melodin är dels en tonsättning av Joseph Barnby från 1868 enligt Koralbok för Nya psalmer, 1921, men 1869 enligt Den svenska psalmboken 1986, dels i den senare psalmboken även en b-melodi med tonsättning av Ralph Vaughan Williams från 1906.

## Publicerad som
- Nr 525 i Nya psalmer 1921, tillägget till 1819 års psalmbok under rubriken "Kyrkans högtider: Allhelgonadagen".
- Nr 147 i 1937 års psalmbok under rubriken "Alla Helgons dag".
- Nr 635 i Frälsningsarméns sångbok 1968 under rubriken "Högtider - Alla helgons dag".
- Nr 171 i Den svenska psalmboken 1986, 1986 års Cecilia-psalmbok, Psalmer och Sånger 1987, Segertoner 1988 och Frälsningsarméns sångbok 1990 med två melodivarianter, under rubriken "Alla helgons dag".
- Nr 129 i Finlandssvenska psalmboken 1986 under rubriken "Alla helgons dag" med melodi av Leevi Madetoja, 1925..